# Raphael de Oliveira
Raphael Raymundo de Oliveira (ur. 5 lutego 1979 w São José do Rio Preto) – brazylijski lekkoatleta specjalizujący się w krótkich biegach sprinterskich, uczestnik letnich igrzysk olimpijskich w Sydney (2000).

## Sukcesy sportowe
- mistrz Brazylii w biegu na 100 metrów – 2001[1]

| Rok  | Miasto   | Zawody                          | Konkurencja        | Wynik         |
| ---- | -------- | ------------------------------- | ------------------ | ------------- |
| 1999 | Winnipeg | Igrzyska panamerykańskie        | sztafeta 4 x 100 m | złoty medal   |
| 1999 | Sewilla  | Mistrzostwa świata              | sztafeta 4 x 100 m | brązowy medal |
| 2001 | Manaus   | Mistrzostwa Ameryki Południowej | bieg na 100 m      | złoty medal   |

## Rekordy życiowe
- bieg na 60 metrów (hala) – 6,67 – Samara 04/02/2006
- bieg na 100 metrów – 10,20 – Bogota 07/05/2000
- bieg na 200 metrów – 20,83 – São Paulo 03/06/2001